# Catostomus wigginsi
Catostomus wigginsi é uma espécie de peixe actinopterígeo da família Catostomidae.
Apenas pode ser encontrada no México.